# Rimdidim
Der Rimdidim ist ein 498,5 m ü. NHN hoher Berg im Odenwald. Er liegt auf der Gemeindegrenze von Fränkisch-Crumbach (Odenwaldkreis) und Fischbachtal (Landkreis Darmstadt-Dieburg) in Hessen.

## Geographie

### Lage
Der Rimdidim erhebt sich im Geo-Naturpark Bergstraße-Odenwald. Er bildet eine markante Erhebung in der Bergkette, die sich von der Neunkircher Höhe (605 m), dem höchsten Berg des Vorderen Odenwaldes, über die Germannshöhe (516,9 m) nach Nordosten zum Schreckskopf (394,9 m) zieht und dann sanft ausläuft. Die Bergkette trennt die Täler von Gersprenz im Südosten und Fischbach im Nordwesten.
Am Fuß des Rimdidim liegt im Nordwesten Steinau und im Nordnordosten Meßbach, beides Ortsteile der Gemeinde Fischbachtal, deren höchste Stelle sich wenige Meter nördlich des Gipfels befindet; der Nordhang fällt steil ab. Das eigentliche Gipfelplateau und der Südteil des Berges bildet den Nordwesten der Waldgemarkung der Gemeinde Fränkisch-Crumbach. Von Südwesten reicht ein schmaler Zipfel der Gemarkung Winterkasten, einem Stadtteil von Lindenfels, bis in Gipfelnähe. Die Grenze zwischen den drei Kommunen ist zugleich die Grenze zwischen dem Landkreis Darmstadt-Dieburg, dem Odenwaldkreis und dem Landkreis Bergstraße.
Auf dem bewaldeten Rimdidim liegen Teile des Fauna-Flora-Habitat-Gebiets Buchenwälder des Vorderen Odenwaldes (FFH-Nr. 6218-302; 37,054 km² groß). Auf dem Westhang liegt ein kleines Felsenmeer der Flasergranitoidzone. 1,2 km südöstlich des Gipfels und wenige Meter oberhalb des Hofgut Rodenstein liegt die Ruine der Burg Rodenstein. Auf dem Übergang vom Rimdidim zum nördlich liegenden Hahlkopf (416 m) steht das ehemalige Naturfreundehaus Rimdidim, seit 2001 eine Brandruine.

### Naturräumliche Zuordnung
Der Rimdidim gehört in der naturräumlichen Haupteinheitengruppe Odenwald, Spessart und Südrhön (Nr. 14) und in der Haupteinheit Vorderer Odenwald (Kristalliner Odenwald; 145) zur Untereinheit Neunkircher-Höh-Odenwald (145.6).

## Geschichte
In einer Beschreibung der Rodensteiner Mark bildete der Berggipfel unter dem Namen Arnstein einen Grenzpunkt. Der heutige Name, Rimdidim, soll nach einem Wirbelsturm entstanden sein, der am 15. Mai 1898, einem Himmelfahrtstag, auf dem Arnstein alle Bäume entwurzelt habe.
Nach Erzählungen wird die Namensgebung mit dem früheren Darmstädter Oberbürgermeister Albrecht Ohly in Verbindung gebracht. Dieser sei auf einem Spaziergang einem Förster begegnet, der ihm gezeigt habe, wie weit man jetzt von der Höhe aus sehen könne und sagte dazu auf Odenwälderisch: „Vun do hott mer de schönste Blick rimdidim im Ourewald“. Bald jedoch war die Aussicht durch nachgewachsenen Wald wieder verdeckt.
Die Felsengruppe am Gipfel des Rimdidim war von 1959 bis 1996 ein geologisches Naturdenkmal (ausgewiesen am 27. Mai 1959, gelöscht am 27. November 1996).

## Verkehr und Wandern
Beim Rimdidim enden drei Stichstraßen: von der Landesstraße 3102 (Lützelbach–Billings) zweigt am Westrand von Steinau (Westfuß) die zu einem beim Südrand der Ortschaft gelegenen Wandererparkplatz führende Kreisstraße 71 ab, von der L 3102 (Billings–Niedernhausen) verläuft die K 72 nach Meßbach (Nordfuß) und nördlich von Reichelsheim zweigt von der nach Fränkisch-Crumbach führenden K 75 die durch Eberbach zum Hofgut Rodenstein (Südostfuß) verlaufende K 76 ab.
Über den Berg führen die Rundwanderwege Ökumenischer Pilgerweg und Gagernstein 3: Daumensteinrundweg sowie der Verbindungsweg J.

## Bildergalerie

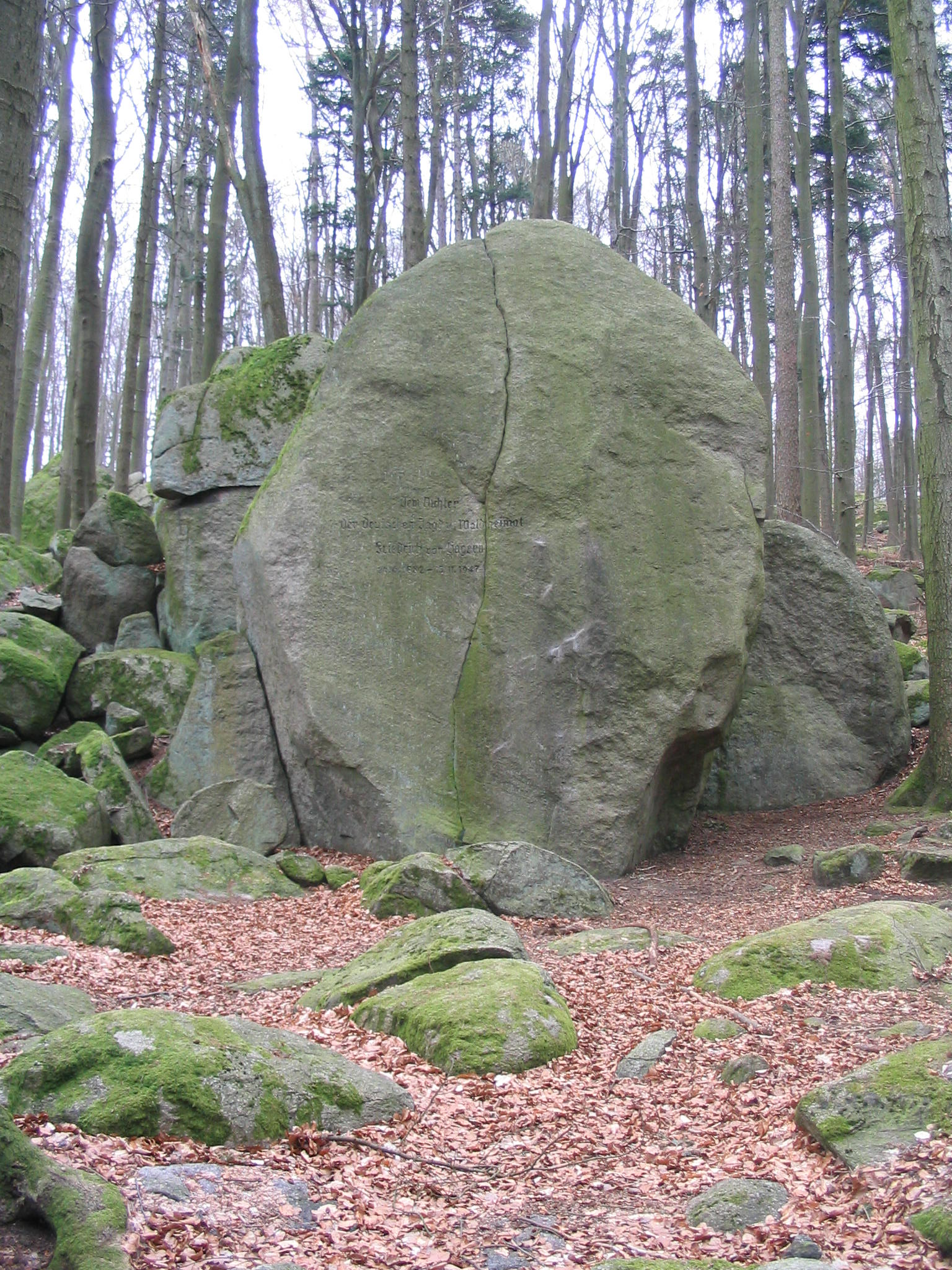
Gagernstein
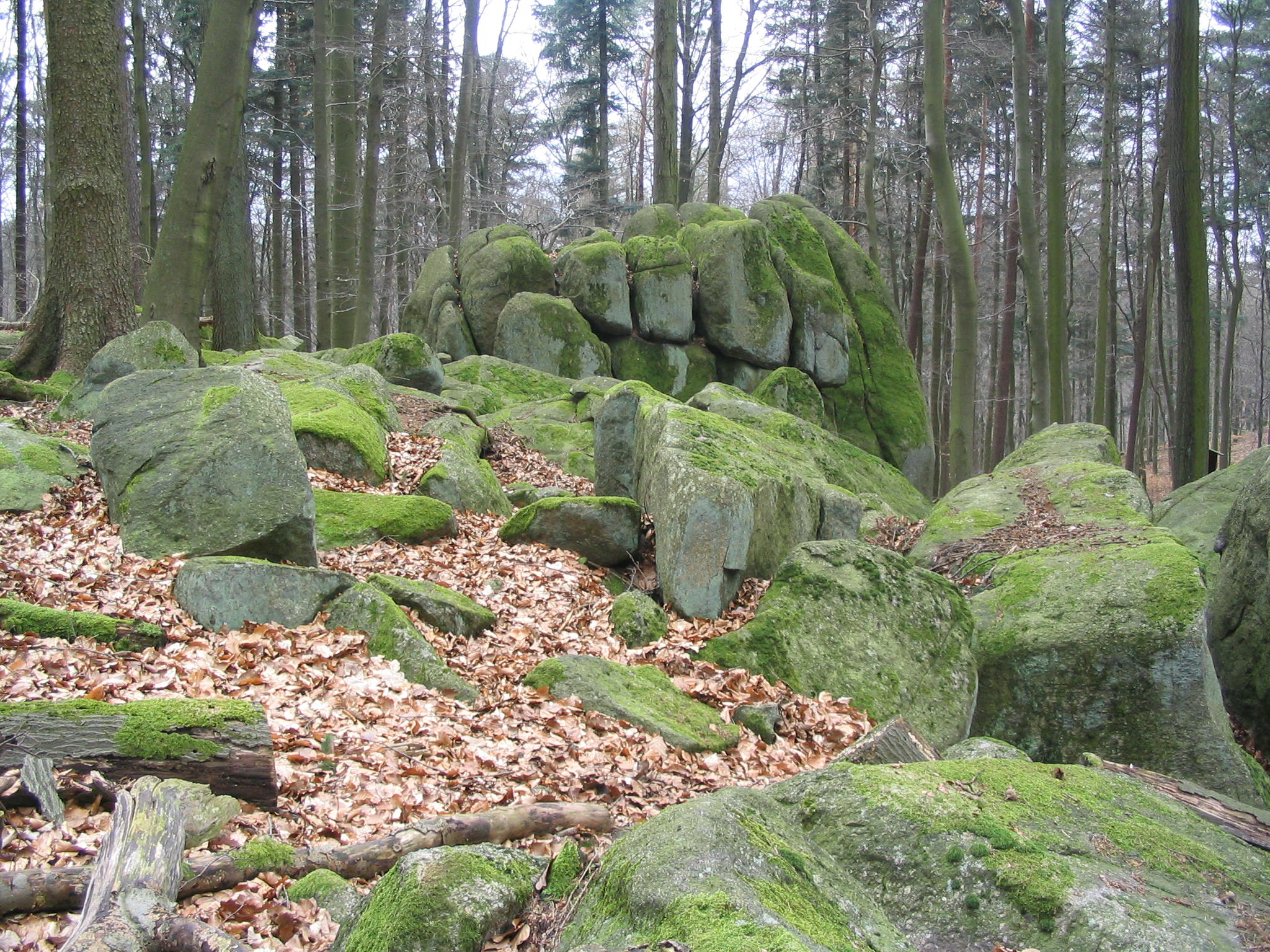
Flasergranitoid-Felsgruppe
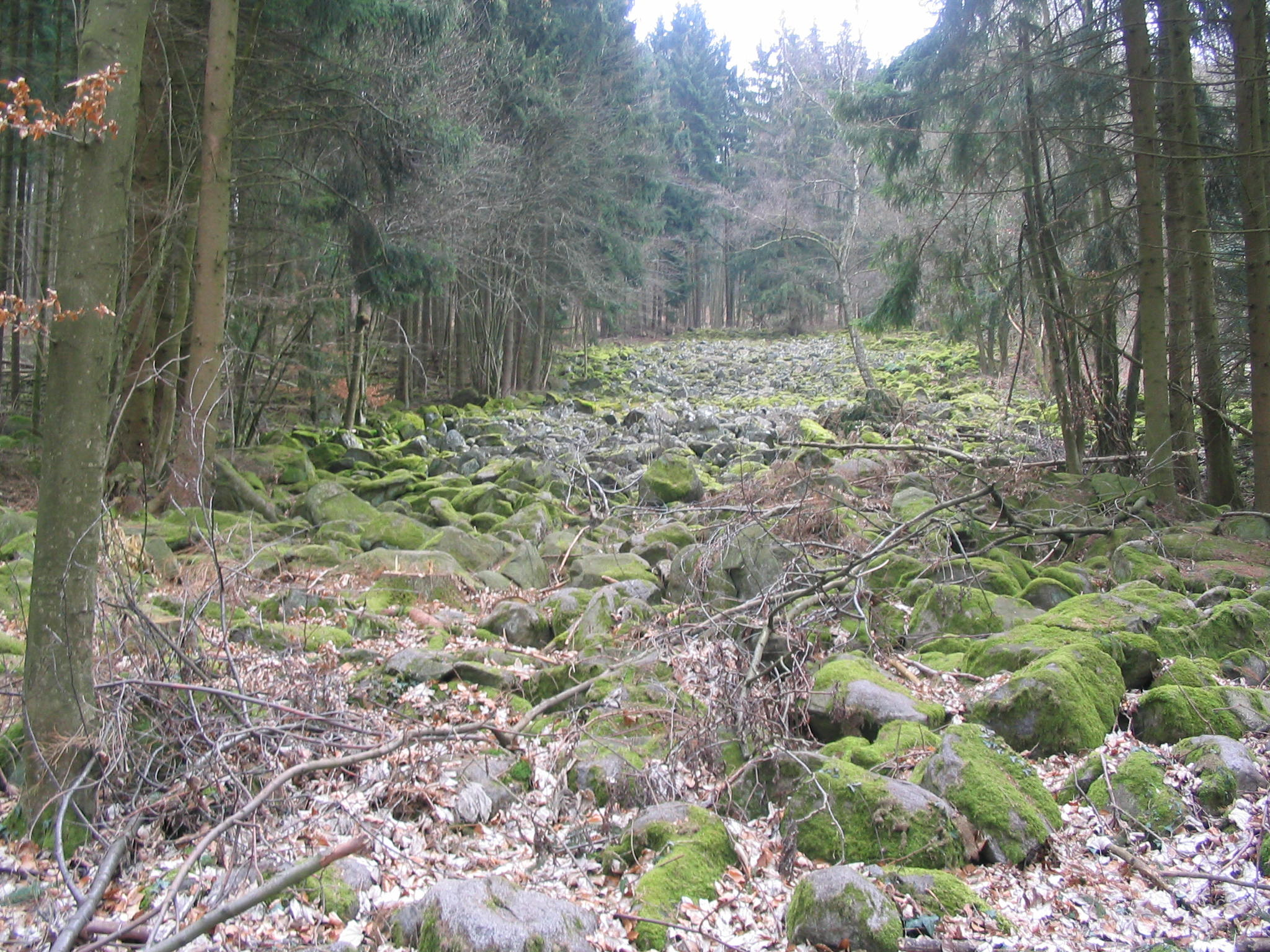
Kleines Flasergranitoid-Felsenmeer am Rimdidim-Westhang bei Steinau